# Royal Dragon Restaurant

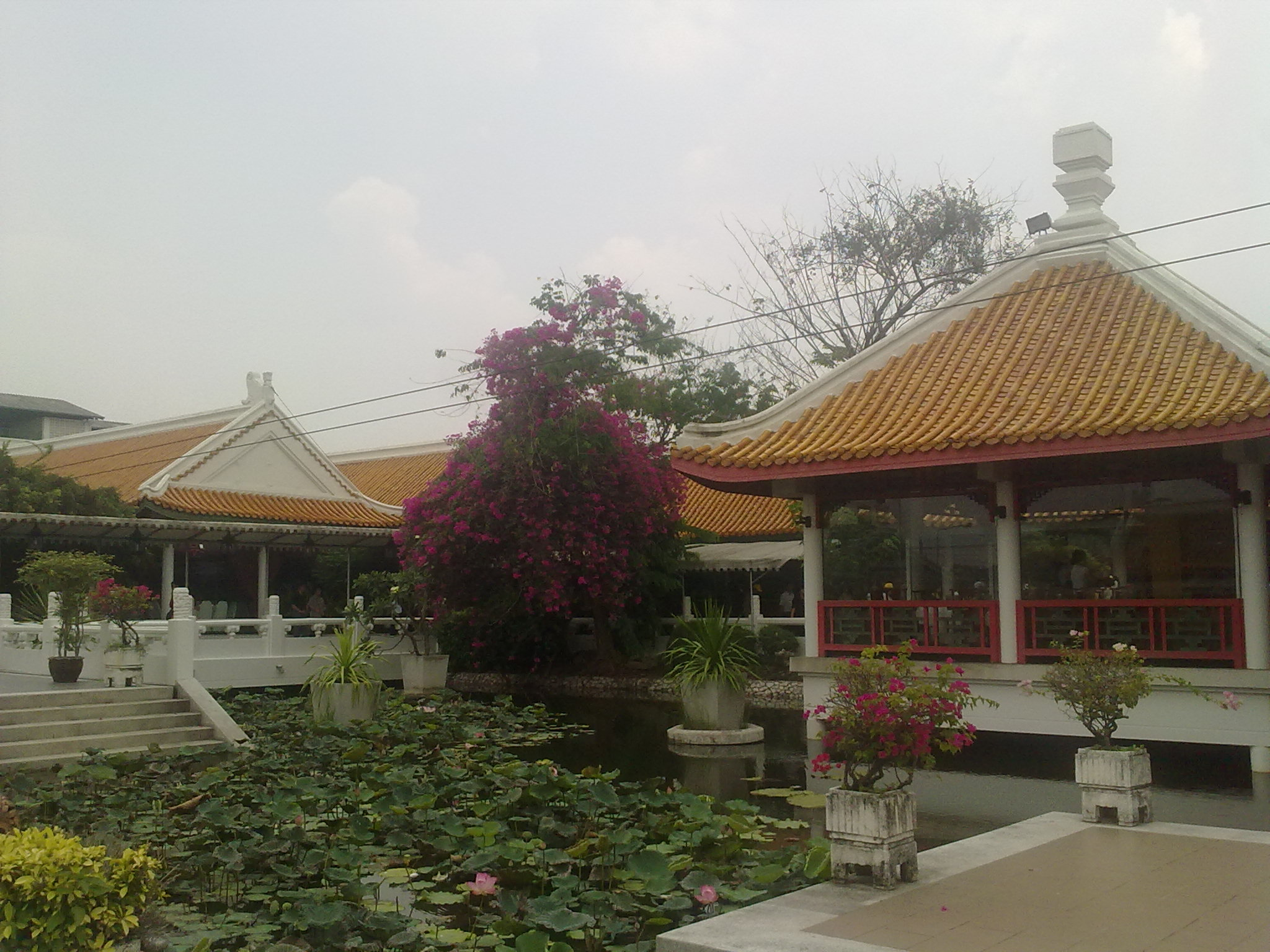
Wnętrze restauracji

Royal Dragon Restaurant – restauracja znajdująca się w Bangkoku. W 1992 roku została wpisana do Księgi rekordów Guinnessa jako największa restauracja świata. Royal Dragon zatrudnia 1000 pracowników i oferuje 1300 miejsc siedzących. W menu znaleźć można dania charakterystyczne dla kultury tajskiej, chińskiej, japońskiej, koreańskiej a nawet europejskiej.